# Blick Mead
Blick Mead ist ein Quellteich, welcher sich in einem Kreidegrund bei Wiltshire, England befindet. 
Das Quellwasser weist ganzjährig eine konstante Temperatur von etwa 11 °C auf, so dass die Quelle niemals einfriert. Nahe bei liegt eine eisenzeitliche Festung, die als Vespasian’s Camp bekannt ist. Der Steinkreis von Stonehenge ist etwa 1,5 km entfernt. Die seit 2005 durchgeführten Ausgrabungen an der Quelle haben gezeigt, dass Menschen hier bereits vor 10.000 Jahren sporadisch und seit 6000 Jahren dauerhaft gesiedelt haben. Auf dem Gelände wurden 35.000 bearbeitete Feuersteinartefakte und 2400 Tierknochen gefunden. Die Knochen stammen  hauptsächlich von Auerochsen und sind teilweise gegart. Es wurden auch  Überreste eines Grubenhauses gefunden, die zur C14-Datierung des Fundplatzes genutzt werden konnten. Neben dem attraktiven Siedlungsplatz an einer warmen Quelle dürften die frühen Siedler von einem außergewöhnlichen Naturphänomen angezogen worden sein. Im Frühling vermehrt sich die seltene Alge Hildenbrandia rivularis in der Quelle. Steine aus dem Quelltopf verfärben sich zu dieser Jahreszeit an der Luft innerhalb von Stunden leuchtend rot. Es steht zu vermuten, dass dieser Umstand von den frühen Siedlern als magisch angesehen wurde. Die Nähe der Quelle zum Steinkreis von Stonehenge hat Spekulationen aufkommen lassen, dass Blick Mead die ursprüngliche Attraktion war, welche die Menschen in diese Gegend lockte.